# Terraria
Terraria ist ein Open-World-Spiel, das im Jahr 2011 über die Plattform Steam von vier unabhängigen Entwicklern unter dem Namen „Re-Logic“ veröffentlicht wurde. Es ist hauptsächlich in einem 2D-Grafikstil gehalten, hat jedoch teilweise eine dritte Dimension integriert, welche sich allerdings im wesentlichen Spielablauf kaum bemerkbar macht.

## Spielprinzip
Bei Terraria steht es dem Spieler frei, sich ungehindert in der meist zufällig generierten Spielwelt zu bewegen, es sei denn, man nutzt einen gewissen Seed bzw. eine vorher gespeicherte Version der Umgebung. Aufgaben sind hierbei als optional zu betrachten. Die Hauptaufgabe des Spielers ist es, durch das Suchen und Abbauen von Metallerzen und anderen Schätzen, die Ausrüstung aufzuwerten, um so die verschiedenen Biome (Gegenden) im Spiel zu überstehen und Bossgegner zu besiegen. Nach dem letzten dieser Bossgegner kann das Spiel jedoch beliebig fortgesetzt werden. Ebenfalls ist es dem Spieler möglich, sehr individuelle Bauwerke zu errichten, die durch die gefarmten Blöcke realisiert werden können.
Es gibt einen festen Tag-Nacht-Zyklus, dessen Dauer 24 Minuten beträgt, wobei tagsüber eher schwächere, weniger gefährliche Gegner die Spielwelt bevölkern und den Spieler angreifen, während es nachts gefährlichere, aggressivere und stärkere Monster sind. Außerdem greifen nachts deutlich mehr Gegner als tagsüber an. Aus diesem Grund errichten viele Spieler Häuser, um sich durch Wände vor Gegnern zu schützen. Hierbei können Türen integriert werden, welche von Zombies nicht geöffnet werden können, der Spieler aber die Möglichkeit behält, sein Haus zu betreten bzw. zu verlassen. Jedes Element der aus Blockgrafiken generierten Welt kann abgebaut und neu aufgebaut werden. Durch bestimmte Gegenstände, die man z. B. ausrüsten kann, werden Verbesserungen erreicht, indem Angriffsstärke bzw. Verteidigungspunkte erhöht werden. Friedliche Händler (NPCs) bewohnen die Welt des Spielers, sobald er bestimmte Voraussetzungen erfüllt hat und eine entsprechende Unterkunft bereitstellt. Neben den regelmäßig neu generierten Standardgegnern gibt es Bossgegner, die teilweise nur in verschiedenen Regionen erscheinen können, welche häufig erst freigespielt werden müssen. Außerdem finden sogenannte Events statt, deren Drops helfen, die Kampffähigkeiten des Spielers zu verbessern.
Die Grafik ist in ihrer Gestaltung an die Optik früher 16-Bit-Konsolenspiele angelehnt. Das Spiel kann sowohl alleine als auch im Koop-Modus über das Internet oder LAN betrieben werden. Neben dem kooperativen Erkunden der Welt kann auch Player versus Player gespielt werden. Bis zur Version 1.0.3 stellte der Client dabei auch die Serverfunktionen bereit. Mit 1.0.3 beinhaltet das Spielverzeichnis zusätzlich zum Client auch eine CLI-Serveranwendung, wodurch sich auch ein dedizierter Server betreiben lässt. Durch externe Software, zum Beispiel tModLoader, ist es möglich, in Terraria verschiedene Mods zu spielen. Diese können nur kleine Veränderungen von Texturen sein oder ganz neue Welten mit neuen Gegnern und Gegenständen.
Seit dem Update 1.4.2 ist die Integration von Textur- und Soundpaketen ein offizielles Feature.

## Entwicklung
Die Entwicklung des Spiels wurde am 17. Januar 2012 vorerst eingestellt, mit dem letzten Update wurden unter anderem Übersetzungen hinzugefügt. Eine deutsche Collector’s Edition auf CD erschien am 1. März 2012 bei Headup Games.
Ende März 2013 wurde Terraria auf dem Playstation Network und auf Xbox Live Arcade veröffentlicht.
Hauptentwickler Andrew Spinks rief im Januar 2013 im offiziellen Forum die Community dazu auf, neue Ideen für das nächste Update zu posten. Am 3. April 2013 veröffentlichte er die ersten zwei Bilder zum neuen Update. Das Update auf Version 1.2 wurde am 1. Oktober 2013 veröffentlicht, direkt am nächsten Tag folgte ein weiteres kleines Update auf Version 1.2.0.1. Am 31. Mai 2013 wurde bekannt gegeben, dass Terraria auch für Handys und Tablets erscheinen wird. Am 29. August 2013 erschien es dann im App Store für iOS-Geräte und später auch für Android im Google Play Store. Am 12. September 2014 erschien Terraria für das mobile Betriebssystem Windows Phone 8. Am 30. Juni 2015 erschien das Update 1.3 für PC, welches mehr als 800 neue Gegenstände und zahlreiche neue Gegner hinzufügte. In der Version 1.3 ist der Endboss nun der Mondherr, und ein neues Event, die Mondinvasion, wurde hinzugefügt.
Am 16. Mai 2020 wurde das letzte große Update auf die Version 1.4 mit dem Namen „Journey’s End“ veröffentlicht, welche bis zum 10. Juni 2019 als das Update 1.3.6 angekündigt wurde.
Terraria wird von rund einem Dutzend Entwicklern um Andrew Spinks realisiert.

## Rezeption
Terraria erhielt überwiegend positive Wertungen.
Innerhalb von neun Tagen wurden über 200.000 Kopien über Steam verkauft. Es hat mit diesen Verkäufen auch die erste Position der Spiele-Verkaufsplattform Steam erreicht. Im April 2020 wurde bekanntgegeben, dass das Spiel mittlerweile mehr als 30 Millionen Kopien verkauft habe.
Die Bundesstelle für die Positivprädikatisierung von Computer- und Konsolenspielen empfiehlt Terraria für Spieler ab 12 Jahren. Auch „aus pädagogischer Sicht gibt es viel Positives zu erwähnen, denn sowohl Phantasie, Vorstellungsvermögen als auch planerische Kompetenzen werden gefordert und gefördert“, heißt es im Testbericht.
Am 16. Februar 2015 gab Re-Logic in Zusammenarbeit mit Engine Software die Arbeiten an einem Ableger namens Terraria: Otherworld bekannt. Im April 2018 wurde jedoch offiziell bekannt gegeben, dass die Arbeit daran eingestellt wurde.
Im März 2021 gab der Entwickler bekannt, dass sich das Spiel bereits über 35 Millionen Mal über alle Plattformen verteilt verkauft habe. Darüber hinaus belegt es zu diesem Zeitpunkt den ersten Platz der bestbewerteten Spiele auf der Plattform Steam, gemessen an den dortigen Benutzer-Wertungen.